# Satellite (Album)
Satellite ist das vierte Studioalbum der US-amerikanischen Nu-Metal-Band P.O.D. aus dem Jahr 2001.

## Entstehung
Die Band gründete sich bereits 1992 und veröffentlichte die Alben Snuff the Punk (1994) und Brown (1996). Diese wurden jedoch nicht über ein Major-Label vertrieben. Da sich die beiden Alben allerdings über 40.000 mal verkauften, schafften es P.O.D., die Aufmerksamkeit eines solchen Musiklabels zu erregen, und wurden bei Atlantic Records unter Vertrag genommen. Ihr Major-Dabüt The Fundamental Elements of Southtown schaffte es auf Platz 51 der Billboard 200.
Erst mit Satellite jedoch gelang der Band im Zuge der kommerziell erfolgreichen Nu-Metal-Welle, Anfang des neuen Jahrtausends, der internationale Durchbruch. Es wurde Anfang 2001 aufgenommen und von Howard Benson produziert, der bereits Produzent für Alben von Motörhead und Sepultura war und ebenfalls für das Vorgängeralbum verpflichtet wurde. Es erschien in den USA am 11. September 2001. In Deutschland wurde das Album erst im Februar 2002 veröffentlicht. Trotzdem hatten sich die Singles Alive und Youth of the Nation bereits erfolgreich in den Charts platziert. Somit wurde der Veröffentlichungstermin in Europa bereits um zwei Wochen vorverlegt. Eine Clubtour in Deutschland war vor der eigentlichen Veröffentlichung restlos ausverkauft. Es folgten außerdem Auftritte bei den deutschen Festivals Rock am Ring und Rock im Park. Neben Alive und Youth of the Nation folgten Boom und der Titeltrack als dritte bzw. vierte Single, zu denen allesamt Musikvideos gedreht wurden.

## Titelliste
Die „Special-Edition“ des Albums enthielt eine DVD mit Liveaufnahmen der Lieder Set It Off, Without Jah, Nothin, Youth of the Nation, sowie Outkast. Des Weiteren ist die Dokumentation Into the Satellite (Behind the Scenes) vorzufinden.
| #  | Titel                  | Länge | Bemerkung                              |  |
| -- | ---------------------- | ----- | -------------------------------------- |  |
| 1  | Set It Off             | 4:16  |                                        |  |
| 2  | Alive                  | 3:23  | Erste Single                           |  |
| 3  | Boom                   | 3:08  | Dritte Single                          |  |
| 4  | Youth of the Nation    | 4:19  | Zweite Single                          |  |
| 5  | Celestial              | 1:24  | Instrumentalstück                      |  |
| 6  | Satellite              | 3:30  | Titeltrack, Vierte und letzte Single   |  |
| 7  | Ridiculous             | 4:17  | feat. Eek-a-Mouse                      |  |
| 8  | The Messenjah          | 4:19  |                                        |  |
| 9  | Guitarras de Amor      | 1:14  | Instrumentalstück                      |  |
| 10 | Anything Right         | 4:17  | feat. Christian Lindskog von Blindside |  |
| 11 | Ghetto                 | 3:37  |                                        |  |
| 12 | Masterpiece Conspiracy | 3:11  |                                        |  |
| 13 | Without Jah Nothin     | 3:01  | feat. H.R. von Bad Brains              |  |
| 14 | Thinking About Forever | 3:46  |                                        |  |
| 15 | Portrait               | 4:32  |                                        |  |

Bonustitel
1. Critic (von der Maxi-Single Satellite)
2. Whatever It Takes (Soundtrack des Films An jedem verdammten Sonntag, sowie Bonustrack auf manchen Europäischen Versionen des Albums)
3. Rock the Party (auf der japanischen Edition enthalten)
4. Alive (semi-acoustic remix) (Bonustrack auf der Wiederveröffentlichung von Satellite)
5. Youth of the Nation (Conjure One remix) (Bonustrack auf der Wiederveröffentlichung von Satellite)
6. Boom (The Crystal Method remix) (Bonustrack auf der Wiederveröffentlichung von Satellite)

## Singleauskopplungen
Die ersten drei Singles erreichten Chartplatzierungen. Besonders erfolgreich wurde die zweite Single Youth of the Nation, welche in Europa zu einem Charthit avancierte und zu den bekanntesten Liedern der Band gehört. So war der Song in Deutschland mit Rang fünf am höchsten platziert. In Österreich und der Schweiz schaffte es das Lied auf Rang elf bzw. auf Platz 16. Schwächer stieg Youth of the Nation in Großbritannien (Platz 36) und den Vereinigten Staaten (Platz 28) ein. Boom wurde von dem deutschen TV-Sender ProSieben als Hintergrund-Musik zur Vorstellung der Fernseh-Höhepunkte im Januar 2002 verwendet. Es erreichte lediglich Platz 83 der deutschen Single-Charts von Media Control, während die abschließende Auskopplung Satellite sich nicht in den regulären Hitlisten platzieren konnte.
| Jahr | Titel               | Höchstplatzierung, Gesamtwochen, AuszeichnungChartplatzierungen (Jahr, Titel, , Platzierungen, Wochen, Auszeichnungen, Anmerkungen) | Höchstplatzierung, Gesamtwochen, AuszeichnungChartplatzierungen (Jahr, Titel, , Platzierungen, Wochen, Auszeichnungen, Anmerkungen) | Höchstplatzierung, Gesamtwochen, AuszeichnungChartplatzierungen (Jahr, Titel, , Platzierungen, Wochen, Auszeichnungen, Anmerkungen) | Höchstplatzierung, Gesamtwochen, AuszeichnungChartplatzierungen (Jahr, Titel, , Platzierungen, Wochen, Auszeichnungen, Anmerkungen) | Höchstplatzierung, Gesamtwochen, AuszeichnungChartplatzierungen (Jahr, Titel, , Platzierungen, Wochen, Auszeichnungen, Anmerkungen) | Anmerkungen                                                |
| Jahr | Titel               | DE | AT | CH | UK | US | Anmerkungen                                                |
| ---- | ------------------- | --- | --- | --- | --- | --- | ---------------------------------------------------------- |
| 2001 | Alive               | DE16 (11 Wo.)DE | AT11 (16 Wo.)AT | CH51 (11 Wo.)CH | UK19 (6 Wo.)UK | US41 (20 Wo.)US | Erstveröffentlichung: 4. Juli 2001 Verkäufe: + 35.000      |
| 2001 | Youth of the Nation | DE5 (12 Wo.)DE | AT11 (17 Wo.)AT | CH16 (15 Wo.)CH | UK36 (2 Wo.)UK | US28 (19 Wo.)US | Erstveröffentlichung: 25. Dezember 2001 Verkäufe: + 35.000 |
| 2002 | Boom                | DE83 (3 Wo.)DE | — | — | — | — | Erstveröffentlichung: 14. Mai 2002                         |
| 2002 | Satellite           | — | — | — | — | — | Erstveröffentlichung: 2002                                 |

## Rezeption

### Preise
Des Weiteren war die Gruppe mehrfach für internationale Musikpreise nominiert, wie den Echo Award den P.O.D. 2003 in der Kategorie Künstler/Künstlerin/Gruppe International Alternative Rock gewannen. Auch war die Gruppe bereits 2002 sechs Mal für einen MTV Video Music Award in den Kategorien Best Video of the Year, Best Group Video, Best Direction, Best Special Effects, sowie Viewer’s Choice für die Single Alive als auch in der Sparte Best Rock Video für das Video zu Youth of the Nation nominiert. Letzten Endes ging die Band jedoch leer aus. Auch bei der 44. Grammyverleihung 2002 konnte sich die Band mit Alive gegen die Konkurrenz nicht behaupten. Der Preis für die Best Hard Rock Performance ging an Linkin Park für das Lied Crawling. Auch ein Jahr später war die Band in zwei Kategorien (wiederum Best Hard Rock Performance sowie Best Metal Performance) für die Lieder Youth of the Nation bzw. Portrait nominiert, verlor den Preis jedoch an die Foo Fighters für All My Life sowie Korn für Here to Stay.

### Rezensionen
Marcus Schleutermann vom deutschen Magazin Rock Hard sprach von einem Nu-Metal-Meilenstein, der sich "von der dummen Prollerei der Marke Fred Durst & Co. abhebt." Er lobte vor allem die Gitarrenarbeit von Marcos Curiel, der "mit melancholischen, unter die Haut gehenden Licks arbeitet und nur punktuell die Riff-Axt auspackt." Das Album wurde in die Kategorie "Dynamit" eingestuft und bekam eine abschließende Wertung von neun von zehn möglichen Punkten.
Michael Edele von Laut.de war der Ansicht, dass man das Album jedem empfehlen dürfte, der "von Fred Durst und seinen Nasen selbige voll hat". Er war von den Kollaborationen mit P.O.D.'s Idolen überzeugt, mit denen man ziemlich coole Reggaeklänge "verwurstet" hätte. Auch würde das Ganze nie "aufgesetzt" klingen "und jederzeit mit den härteren Tönen geschickt vermischt werden." Er schob vor allem das Lied Without Jah, Nothin in den Vordergrund. Als Lückenfüller bezeichnete er die Lieder Celestial und Guitarras De Amor und vergab schlussfolgernd vier von fünf möglichen Sternen.
Dani Schmötzer vom E-Magazin Powermetal.de urteilte, dass durch das Abwechseln von "Geprügel" und "ruhigen Melodien" ein "guter Mittelweg" entstehen würde und nicht nur "den Harten im Volk zusagt" (?). Zwar wäre die Band im Vergleich zum härteren Vorgänger The Fundamental Elements Of Southdown gediegener geworden, was allerdings nicht bedeuten würde, dass das Album schlecht wäre: "Auf jeden Fall liefern sie mit dieser Scheibe ein wirklich gutes Stück Arbeit ab, das verdammt Spaß machen kann."
Wesentlich kritischer äußerte sich Stefan Popp von Metal1.Info. Zwar habe die Band als gläubige Christen ein anderes Image, jedoch könnten Songs wie der Opener Set It Off von jeder Nu-Metal-Band stammen. Auch störe es ihn, dass Sänger Sonny Sandoval zu viele Rapeinlagen machen würde. So sei mit Alive nur ein guter Track auf dem Album. Bei dem restlichen Material würde man sich nur selbst kopieren, was „entweder schleppend und langweilig oder pseudoheavy und nervig“ klingen würde. Er vergab lediglich 3,5 von zehn möglichen Punkten.

## Kommerzieller Erfolg

### Chartplatzierungen
Das erste Mal platzierte sich die Band außerhalb der Vereinigten Staaten mit einem Album in den Charts. So schaffte es das Album in Deutschland und Österreich direkt auf Platz fünf. In den Vereinigten Staaten erreichte es mit Platz sechs eine weitere Top-10-Platzierung. In Großbritannien und der Schweiz war das Album mit Platz 16 bzw. Platz elf ebenfalls hoch platziert. Die nachfolgenden Alben schafften es größtenteils lediglich wieder nur in den Vereinigten Staaten Chartplatzierungen zu erreichen.
| ChartsChartplatzierungen       | Höchstplatzierung | Wochen |
| ------------------------------ | ----------------- | ------ |
| Deutschland (GfK)              | 5 (32 Wo.)        | 32     |
| Österreich (Ö3)                | 5 (31 Wo.)        | 31     |
| Schweiz (IFPI)                 | 11 (24 Wo.)       | 24     |
| Vereinigte Staaten (Billboard) | 6 (71 Wo.)        | 71     |
| Vereinigtes Königreich (OCC)   | 16 (13 Wo.)       | 13     |

| ChartsJahrescharts (2001)      | Platzierung |
| ------------------------------ | ----------- |
| Vereinigte Staaten (Billboard) | 117         |

| ChartsJahrescharts (2002)      | Platzierung |
| ------------------------------ | ----------- |
| Deutschland (GfK)              | 21          |
| Österreich (Ö3)                | 24          |
| Schweiz (IFPI)                 | 82          |
| Vereinigte Staaten (Billboard) | 26          |

### Auszeichnungen für Musikverkäufe
In den Vereinigten Staaten bekam das Album bis zum 26. August 2002 eine dreifache Platinauszeichnung. Weitere Auszeichnungen für Musikverkäufe bekam Satellite in Kanada (Platin) sowie in Australien und Deutschland (beide Gold). Weltweit bekam das Album sechs Goldene und vier Platin-Schallplatten für über 3,4 Millionen verkauften Einheiten.
| Land/Region                  | Auszeichnungen für Musikverkäufe (Land/Region, Auszeichnung, Verkäufe) | Verkäufe  |
| ---------------------------- | ---------------------------------------------------------------------- | --------- |
| Australien (ARIA)            | Gold                                                                   | 35.000    |
| Deutschland (BVMI)           | Gold                                                                   | 150.000   |
| Kanada (MC)                  | Platin                                                                 | 100.000   |
| Neuseeland (RMNZ)            | Gold                                                                   | 7.500     |
| Schweden (IFPI)              | Gold                                                                   | 30.000    |
| Schweiz (IFPI)               | Gold                                                                   | 20.000    |
| Vereinigte Staaten (RIAA)    | 3× Platin                                                              | 3.000.000 |
| Vereinigtes Königreich (BPI) | Gold                                                                   | 100.000   |
| Insgesamt                    | 6× Gold · 4× Platin ·                                                  | 3.442.500 |